# Ranunculus chinensis
Ranunculus chinensis là một loài thực vật có hoa trong họ Mao lương. Loài này được Bunge miêu tả khoa học đầu tiên năm 1831.